# ولفری
ولفری (به فرانسوی: Vellefrie) یک کمون در فرانسه است که در Canton of Vesoul-Est واقع شده‌است.

## خصوصیات
ولفری ۵٫۹۱ کیلومترمربع مساحت و ۱۱۶ نفر جمعیت دارد.